# Element of Love
Element of Love è il terzo album del gruppo giapponese dei Λucifer.

## Tracce
1. Elements - 2:48
2. Jealousy - 3:41
3. Desire - 4:22
4. Regret - 4:37
5. Orange - 3:35
6. Black Shadow - 3:49
7. Graduation - 4:55
8. Poker Face - 3:17
9. Shooting Star - 3:50
10. Hypersonic Soul (ハイパーソニック ソウル) - 3:28
11. Labyrinth - 3:35
12. Except - 4:17